# Grotto Mountain
Grotto Mountain är ett berg i Kanada.   Det ligger i provinsen Alberta, i den centrala delen av landet, 3 000 km väster om huvudstaden Ottawa. Toppen på Grotto Mountain är 2 706 meter över havet, eller 342 meter över den omgivande terrängen. Bredden vid basen är 3,1 km.
Terrängen runt Grotto Mountain är bergig åt sydväst, men åt nordost är den kuperad.Runt Grotto Mountain är det mycket glesbefolkat, med 4 invånare per kvadratkilometer.. Närmaste större samhälle är Canmore, 6,0 km väster om Grotto Mountain. 
Trakten runt Grotto Mountain består i huvudsak av gräsmarker.